# Francisco Javier Mármol Rodríguez
Francisco Javier Mármol Rodríguez, més conegut com a Catali, és un exfutbolista i entrenador castellanomanxec. Va nàixer a Albacete el 21 de juliol de 1961. Com a jugador ocupava la posició de migcampista.

## Trajectòria
Format al planter de l'Albacete Balompié, el migcampista va romandre pràcticament la totalitat de la seua carrera al conjunt manxec, arribant a ser el capità durant diverses temporades. Va ser clau en la temporada d'ascens a primera divisió, la 90/91, en la qual va jugar 37 partits i va marcar un gol. Ja a la màxima categoria, va ser titular el primer any, per passar a la suplència la temporada 92/93, any en el qual deixaria l'entitat. Posteriorment militaria a altres equips com el CD Toledo o el CD Quintanar del Rey.
Després de la seua retirada seguiria vinculat al món del futbol dins de l'equip tècnic de l'Albacete Balompié. La temporada 09/10 és nomenat segon entrenador, i a la destitució en novembre de Pepe Murcia es fa amb les regnes de l'equip.